# Albina Kelmendi

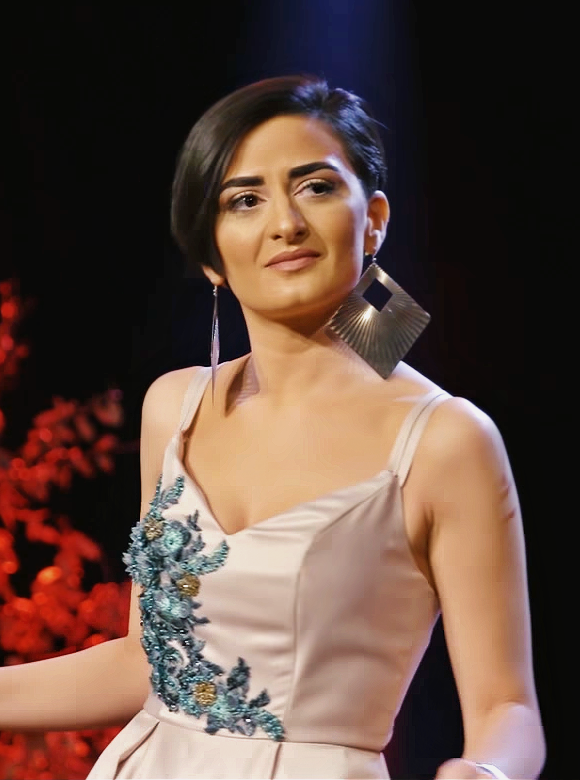
Albina Kelmendi, 2019

Albina Kelmendi (* 27. Januar 1998 in Peja, Bundesrepublik Jugoslawien, heute Kosovo) ist eine kosovarische Sängerin. Zusammen mit ihrer Familie vertrat sie Albanien beim Eurovision Song Contest 2023 in Liverpool und erreichte im Finale mit dem Titel Duje den 22. Platz.

## Leben und Karriere
Kelmendi studierte Klarinette und Klavier an einer Musikschule in ihrer Heimatstadt. Sie begann, zusammen mit ihrer Familie im Ensemble Family Band aufzutreten. 2014 war sie Finalistin in der vierten Ausgabe von The Voice of Albania. Im folgenden Jahr nahm sie an der zwölften Ausgabe des Top Fest teil.
Im Juni 2022 veröffentlichte die Sängerin ihr Debütalbum Nana Loke. Im Dezember des gleichen Jahres nahm sie in Begleitung von Musikern aus ihrer Familie als Albina & Familja Kelmendi an der 61. Ausgabe des Festivali i Këngës teil, wo sie das Lied Duje vorstellte. Trotz des zweiten Platzes beim Festival, dessen Ergebnis von einer Jury entschieden wurde, wurde sie als Gewinnerin des Televoting zur albanischen Vertreterin beim Eurovision Song Contest 2023 in Liverpool gewählt.

## Diskografie

### Studioalben
- 2022: Nana loke

### Singles
- 2015: Ëndrrën mos ma merr
- 2016: Hera e parë
- 2018: Denim (mit Sinan Vllasaliu)
- 2019: Potpuri 2020 (mit Taulant Bajraliu)
- 2020: Shko
- 2020: Hajredin Pasha
- 2020: Një takim (mit Taulant Bajraliu)
- 2020: Ishim
- 2020: Mos me lini vet
- 2020: Ta fali zemra
- 2020: Vjet e mija po kalojn
- 2020: Hallakam (mit Labinot Tahiri)
- 2020: Ç’ka don tash prej meje (mit Ymer Bajrami)
- 2021: Mirazh
- 2021: Kur ta ktheva Kosovë shpinën
- 2021: Vullkan
- 2021: Zot mos e bo
- 2021: E kom prej teje
- 2021: Pa mu
- 2021: Çike e bukur
- 2021: Moj e mira te pojata
- 2022: Jakup ferri
- 2022: Jetoj me shpresë
- 2022: Nane moj kom gabu
- 2022: Sytë e tu
- 2023: Emri im
- 2023: Duje
- 2023: Inat